# Campeonato Piauiense de Futebol de 2024
O Campeonato Piauiense de 2024 - Série A foi a 84.ª edição da primeira divisão piauiense. Foi uma competição oficial organizada pela Federação de Futebol do Piauí entre os dias 13 de janeiro e 6 de abril.
Disputada por 8 clubes, voltaram a competir na elite piauiense o campeão da segunda divisão, Oeirense, um ano após sua queda, e o vice-campeão Picos, após duas edições.
O campeão foi o Altos, que levou a melhor nas finais contra o Parnahyba e chegou ao tetracampeonato da competição.

## Regulamento
A fórmula de disputa foi divulgada ainda em outubro de 2023 com alterações na forma de disputa e o regulamento foi divulgado em 11 de novembro. Na primeira fase, os clubes foram divididos em dois grupos de quatro equipes onde se enfrentaram entre si em jogos de ida e volta, totalizando 6 jogos. Todos os clubes se classificaram à Segunda Fase, onde houve cruzamento olímpico entre os grupos, sendo que os 1º colocados de ambos os grupos enfrentaram os 4º colocados do grupo oposto, sendo a mesma coisa para os colocados em 2º que enfrentaram os 3º do outro grupo em confrontos de ida e volta. Os confrontos da segunda fase não foram eliminatórios, mas serviram para definir a classificação geral do campeonato. Os quatro primeiros, após a segunda fase, classificara-se à terceira fase, enquanto os dois últimos colocados foram rebaixados à segunda divisão de 2025.
Na terceira fase os confrontos foram definidos da seguinte forma: o melhor classificado geral enfrentou o quarto melhor classificado e o segundo enfrentou o terceiro, em jogos de ida e volta. Caso as partidas acabassem empatadas em número de pontos e de saldo de gols, o confronto seria definido nos pênaltis. Os vencedores dos confrontos se enfrentaram na final estadual, em dois jogos, onde o vencedor foi designado Campeão Piauiense de 2024 e o perdedor Vice-campeão Piauiense de 2024.
Os dois clubes participantes da final estadual ganharam o direito de disputar a Copa do Brasil de 2025 e o Campeonato Brasileiro de 2025 - Série D. O campeão também ganhou o direito de disputar a Copa do Nordeste de 2025.

## Equipes participantes
| Equipe        | Cidade   | Em 2023      | Estádio           | Capacidade | Títulos             |
| ------------- | -------- | ------------ | ----------------- | ---------- | ------------------- |
| 4 de Julho    | Piripiri | 5º           | Arena Ytacoatiara | 5 830      | 4 (último em 2020)  |
| Altos         | Altos    | 3º           | Lindolfo Monteiro | 5 144      | 3 (último em 2021)  |
| Corisabbá     | Floriano | 6º           | Tibério Nunes     | 5 062      | 1 (em 1995)         |
| Fluminense-PI | Teresina | 2º           | Lindolfo Monteiro | 5 144      | 1 (em 2022)         |
| Oeirense      | Oeiras   | 1º (Série B) | Gérson Campos     | 4 000      | 0 (não possui)      |
| Parnahyba     | Parnaíba | 4º           | Pedro Alelaf      | 4 146      | 13 (último em 2013) |
| Picos         | Picos    | 2º (Série B) | Helvídio Nunes    | 5 400      | 4 (último em 1998)  |
| River-PI      | Teresina | 1º           | Albertão          | 52 296     | 32 (último em 2023) |

## Primeira fase

### Grupo A
| Pos | Equipe     | Pts | J | V | E | D | GP | GC | SG |  | RIV | ALT | 4JU | PIC |
| --- | ---------- | --- | - | - | - | - | -- | -- | -- |  | --- | --- | --- | --- |
| 1   | River-PI   | 13  | 6 | 4 | 1 | 1 | 10 | 4  | +6 |  | —   | 0–2 | 1–1 | 3–0 |
| 2   | Altos      | 11  | 6 | 3 | 2 | 1 | 7  | 6  | +1 |  | 0–3 | —   | 2–1 | 1–1 |
| 3   | 4 de Julho | 7   | 6 | 2 | 1 | 3 | 6  | 7  | −1 |  | 0–1 | 0–1 | —   | 3–2 |
| 4   | Picos      | 2   | 6 | 0 | 2 | 4 | 5  | 11 | −6 |  | 1–2 | 1–1 | 0–1 | —   |

### Grupo B
| Pos | Equipe        | Pts | J | V | E | D | GP | GC | SG  |  | OEI | PAR | FLU | COR |
| --- | ------------- | --- | - | - | - | - | -- | -- | --- |  | --- | --- | --- | --- |
| 1   | Oeirense      | 13  | 6 | 4 | 1 | 1 | 6  | 2  | +4  |  | —   | 1–0 | 1–1 | 2–0 |
| 2   | Parnahyba     | 11  | 6 | 3 | 2 | 1 | 7  | 3  | +4  |  | 1–0 | —   | 1–0 | 3–0 |
| 3   | Fluminense-PI | 8   | 6 | 2 | 2 | 2 | 8  | 5  | +3  |  | 0–1 | 1–1 | —   | 4–0 |
| 4   | Corisabbá     | 1   | 6 | 0 | 1 | 5 | 2  | 13 | −11 |  | 0–1 | 1–1 | 1–2 | —   |

### Confrontos

#### Primeira rodada
| 13 de janeiro | River-PI                                              | 3 – 0          | Picos | Albertão, Teresina                                                |
| 17:15         | Jú Alagoano 41' · Felipe Pará 45+3' · Iago Felipe 82' | Súmula Borderô |       | Público: 1 075 Renda: R$ 16 005,00 Árbitro: Diego da Silva Castro |

| 14 de janeiro | Corisabbá | 0 – 1          | Oeirense           | Tibério Nunes, Floriano                                             |
| 15:45         |           | Súmula Borderô | Oscar Gilberto 06' | Público: 1 048 Renda: R$ 14 520,00 Árbitro: Jardiel da Rocha Soares |

| 14 de janeiro | Parnahyba     | 1 – 0          | Fluminense-PI | Pedro Alelaf, Parnaíba                                                |
| 16:00         | Mikeias 45+3' | Súmula Borderô |               | Público: 905 Renda: R$ 10 575,00 Árbitro: Iudiney Cesar Rocha E Silva |

| 17 de janeiro | 4 de Julho | 0 – 1          | Altos       | Arena Ytacoatiara, Piripiri          |
| 15:45         |            | Súmula Borderô | Dhonata 87' | Árbitro: Antonio Dib Moraes de Sousa |

#### Segunda rodada
| 20 de janeiro | Picos | 0 – 1          | 4 de Julho       | Helvídio Nunes, Picos                                         |
| 15:45         |       | Súmula Borderô | Luiz Eduardo 36' | Público: 385 Renda: R$ 4 275,00 Árbitro: Fabio Gomes de Sousa |

| 20 de janeiro | Altos | 0 – 3          | River-PI                                   | Lindolfo Monteiro, Teresina                                         |
| 17:15         |       | Súmula Borderô | Felipe Pará 05', 90+5' · Ronald Bele 90+7' | Público: 1 392 Renda: R$ 29 385,00 Árbitro: Jardiel da Rocha Soares |

| 21 de janeiro | Corisabbá | 1 – 2          | Fluminense-PI                     | Tibério Nunes, Floriano                                                      |
| 15:45         | Bruno 76' | Súmula Borderô | Luiz Henrique 60' · Jefferson 87' | Público: 480 Renda: R$ 5 400,00 Árbitro: Antonio Francisco Cordeiro de Paula |

| 21 de janeiro | Oeirense     | 1 – 0          | Parnahyba | Gérson Campos, Oeiras                                          |
| 15:45         | Welberty 36' | Súmula Borderô |           | Público: 555 Renda: R$ 6 825,00 Árbitro: Edimar da Silva Leite |

#### Terceira rodada
| 27 de janeiro | Altos               | 1 – 1          | Picos         | Lindolfo Monteiro, Teresina                                          |
| 17:15         | Rafael Araujo 90+4' | Súmula Borderô | Alexandre 24' | Público: 340 Renda: R$ 2 635,00 Árbitro: Antonio Dib Moraes de Sousa |

| 27 de janeiro | 4 de Julho | 0 – 1          | River-PI          | Arena Ytacoatiara, Piripiri                                           |
| 19:00         |            | Súmula Borderô | Lucas Mingoti 80' | Público: 663 Renda: R$ 10 220,00 Árbitro: Iudiney Cesar Rocha E Silva |

| 28 de janeiro | Parnahyba                                   | 3 – 0          | Corisabbá | Pedro Alelaf, Parnaíba                                          |
| 16:00         | Leandro 14' · Xexeu 36' (pen) · Jailton 60' | Súmula Borderô |           | Público: 900 Renda: R$ 10 500,00 Árbitro: Diego da Silva Castro |

| 28 de janeiro | Fluminense-PI | 0 – 1          | Oeirense      | Albertão, Teresina                                               |
| 16:00         |               | Súmula Borderô | Cleberson 23' | Público: 295 Renda: R$ 2 175,00 Árbitro: Jardiel da Rocha Soares |

#### Quarta rodada
| 30 de janeiro | Picos   | 1 – 2          | River-PI                            | Gérson Campos, Oeiras                                              |
| 15:45         | Raí 72' | Súmula Borderô | Iago Felipe 51' · Felipe Pará 90+2' | Público: 217 Renda: R$ 1 370,00 Árbitro: Ideilon Helton Alves Lima |

| 31 de janeiro | Altos                          | 2 – 1          | 4 de Julho     | Lindolfo Monteiro, Teresina                                    |
| 19:00         | Matheus Lima 11' · Brayann 25' | Súmula Borderô | Eddy 44' (pen) | Público: 275 Renda: R$ 3 540,00 Árbitro: Edimar da Silva Leite |

| 3 de fevereiro | Fluminense-PI | 1 – 1          | Parnahyba  | Lindolfo Monteiro, Teresina                                      |
| 17:30          | Gabriel 3'    | Súmula Borderô | Emílio 52' | Público: 156 Renda: R$ 1 800,00 Árbitro: Jardiel da Rocha Soares |

| 4 de fevereiro | Oeirense                      | 2 – 0          | Corisabbá | Gérson Campos, Oeiras                                         |
| 16:00          | Lucas 24' (pen) · Michael 72' | Súmula Borderô |           | Público: 450 Renda: R$ 6 150,00 Árbitro: Fabio Gomes de Sousa |

#### Quinta rodada
| 7 de fevereiro | 4 de Julho                       | 3 – 2          | Picos                             | Arena Ytacoatiara, Piripiri                                      |
| 19:00          | Edson Marques 3' · Eddy 53', 61' | Súmula Borderô | Kaio 45+5' (pen) · Levi 57' (pen) | Público: 549 Renda: R$ 9 175,00 Árbitro: Jardiel da Rocha Soares |

| 7 de fevereiro | River-PI | 0 – 2          | Altos                        | Albertão, Teresina                                                    |
| 19:00          |          | Súmula Borderô | Brayann 17' · Marcelinho 69' | Público: 773 Renda: R$ 13 755,00 Árbitro: Antonio Dib Moraes de Sousa |

| 8 de fevereiro | Fluminense-PI                                           | 4 – 0          | Corisabbá | Lindolfo Monteiro, Teresina                                         |
| 19:00          | Jefferson 10' · Luiz Henrique 43', 85' (pen) · Igor 62' | Súmula Borderô |           | Público: 89 Renda: R$ 1 485,00 Árbitro: Iudiney Cesar Rocha e Silva |

| 8 de fevereiro | Parnahyba   | 1 – 0          | Oeirense | Pedro Alelaf, Parnaíba                                          |
| 20:00          | Mikeias 32' | Súmula Borderô |          | Público: 933 Renda: R$ 10 995,00 Árbitro: Diego da Silva Castro |

#### Sexta rodada
| 17 de fevereiro | River-PI          | 1 – 1          | 4 de Julho     | Albertão, Teresina                                              |
| 16:00           | Crislan 19' (pen) | Súmula Borderô | Eddy 74' (pen) | Público: 685 Renda: R$ 12 130,00 Árbitro: Diego da Silva Castro |

| 17 de fevereiro | Picos             | 1 – 1          | Altos             | Gérson Campos, Oeiras                                                |
| 16:00           | Rafael Araújo 36' | Súmula Borderô | Lucas Gomes 90+4' | Público: 167 Renda: R$ 1 500,00 Árbitro: Iudiney Cesar Rocha e Silva |

| 18 de fevereiro | Corisabbá           | 1 – 1          | Parnahyba | Tibério Nunes, Floriano                                        |
| 16:00           | J. Santos 14' (pen) | Súmula Borderô | Emílio 6' | Público: 199 Renda: R$ 2 210,00 Árbitro: Edimar da Silva Leite |

| 18 de fevereiro | Oeirense   | 1 – 1          | Fluminense-PI | Gérson Campos, Oeiras                                               |
| 16:00           | Danilo 24' | Súmula Borderô | Gabriel 66'   | Público: 830 Renda: R$ 10 200,00 Árbitro: Ideilon Helton Alves Lima |

## Segunda fase
Em itálico, as equipes que possuem o mando de campo no primeiro jogo confronto.
| Equipe 1      | Total | Equipe 2  | 1.º jogo | 2.º jogo |
| ------------- | ----- | --------- | -------- | -------- |
| Corisabbá     | 2–7   | River-PI  | 1–2      | 1–5      |
| Picos         | 2–7   | Oeirense  | 1–3      | 1–4      |
| Fluminense-PI | 1–5   | Altos     | 0–3      | 1–2      |
| 4 de Julho    | 1–3   | Parnahyba | 0–0      | 1–3      |

### Confrontos

#### Primeira rodada
| 24 de fevereiro | 4 de Julho | 0 – 0          | Parnahyba | Arena Ytacoatiara, Piripiri                                         |
| 15:45           |            | Súmula Borderô |           | Público: 736 Renda: R$ 11 340,00 Árbitro: Ideilon Helton Alves Lima |

| 24 de fevereiro | Picos   | 1 – 3          | Oeirense                           | Helvídio Nunes, Picos                                          |
| 16:00           | Raí 50' | Súmula Borderô | Welberty 12' · João Paulo 59', 76' | Público: 251 Renda: R$ 3 620,00 Árbitro: Diego da Silva Castro |

| 25 de fevereiro | Corisabbá    | 1 – 2          | River-PI             | Tibério Nunes, Floriano                                              |
| 16:00           | Vinicius 63' | Súmula Borderô | Felipe Pará 37', 88' | Público: 257 Renda: R$ 3 340,00 Árbitro: Iudiney Cesar Rocha e Silva |

| 25 de fevereiro | Fluminense-PI | 0 – 3          | Altos                             | Lindolfo Monteiro, Teresina                                          |
| 16:00           |               | Súmula Borderô | Leandro 7', 90' · Lucas Manga 60' | Público: 287 Renda: R$ 4 950,00 Árbitro: Antonio Dib Moraes de Sousa |

#### Segunda rodada
| 29 de fevereiro | Altos                        | 2 – 1          | Fluminense-PI      | Lindolfo Monteiro, Teresina                                                  |
| 16:00           | Adriano Napão 2' · Digão 17' | Súmula Borderô | Jeferson Silva 78' | Público: 201 Renda: R$ 2 865,00 Árbitro: Antonio Francisco Cordeiro de Paula |

| 2 de março | River-PI                                                                 | 5 – 1          | Corisabbá             | Albertão, Teresina                                                 |
| 16:00      | Kakim 1' · Jú Alagoano 62', 84' · Ronald Bele 68' · Guilherme Escuro 81' | Súmula Borderô | J. Santos 90+2' (pen) | Público: 320 Renda: R$ 5 500,00 Árbitro: Ideilon Helton Alves Lima |

| 2 de março | Oeirense                                             | 4 – 1          | Picos   | Gérson Campos, Oeiras                                          |
| 16:00      | João Paulo 14', 40' · Paulo Martins 26' · Juniel 77' | Súmula Borderô | Raí 80' | Público: 448 Renda: R$ 6 120,00 Árbitro: Edimar da Silva Leite |

| 3 de março | Parnahyba                                | 3 – 1          | 4 de Julho     | Pedro Alelaf, Parnaíba                                        |
| 17:00      | Leandro 17' · Mikeias 67' · Sukita 90+2' | Súmula Borderô | Eddy 83' (pen) | Público: 900 Renda: R$ 8 000,00 Árbitro: Fabio Gomes de Sousa |

### Classificação para Fase Final
| Pos | Equipe        | Pts | J | V | E | D | GP | GC | SG  | Classificação                        |
| --- | ------------- | --- | - | - | - | - | -- | -- | --- | ------------------------------------ |
| 1   | River-PI      | 19  | 8 | 6 | 1 | 1 | 17 | 6  | +11 | Classificado para a Semifinal        |
| 2   | Oeirense      | 19  | 8 | 6 | 1 | 1 | 13 | 4  | +9  | Classificado para a Semifinal        |
| 3   | Altos         | 17  | 8 | 5 | 2 | 1 | 12 | 7  | +5  | Classificado para a Semifinal        |
| 4   | Parnahyba     | 15  | 8 | 4 | 3 | 1 | 10 | 4  | +6  | Classificado para a Semifinal        |
| 5   | Fluminense-PI | 8   | 8 | 2 | 2 | 4 | 9  | 10 | −1  |                                      |
| 6   | 4 de Julho    | 8   | 8 | 2 | 2 | 4 | 7  | 10 | −3  |                                      |
| 7   | Picos         | 2   | 8 | 0 | 2 | 6 | 7  | 18 | −11 | Rebaixados a Segunda Divisão de 2025 |
| 8   | Corisabbá     | 1   | 8 | 0 | 1 | 7 | 4  | 20 | −16 | Rebaixados a Segunda Divisão de 2025 |

## Fase final
Em itálico, as equipes que possuem o mando de campo no primeiro jogo confronto; em negrito as equipes classificadas.
|  | Semifinais      | Semifinais  | Semifinais | Semifinais |       |           | Final | Final | Final | Final |
|  |                 |             |            |            |       |           |       |       |       |       |
|  | Parnahyba (pen) | 1           | 1          | 2 (4)      |       |           |       |       |       |       |
|  | River-PI        | 1           | 1          | 2 (3)      |       |           |       |       |       |       |
|  | River-PI        | 1           | 1          | 2 (3)      |       | Parnahyba | 1     | 0     | 1 (3) |       |
|  |                 |             |            |            |       | Parnahyba | 1     | 0     | 1 (3) |       |
|  |                 | Altos (pen) | 1          | 0          | 1 (4) |           |       |       |       |       |
|  | Altos (pen)     | Altos (pen) | 1          | 0          | 1 (4) | 0         | 0     | 0 (7) |       |       |
|  | Altos (pen)     |             |            |            |       | 0         | 0     | 0 (7) |       |       |
|  | Oeirense        | 0           | 0          | 0 (6)      |       |           |       |       |       |       |

### Semifinais

#### Primeiro jogo
| 9 de março | Parnahyba    | 1 – 1          | River-PI          | Pedro Alelaf, Parnaíba                                                 |
| 16:00      | Bismarck 22' | Súmula Borderô | Iago Felipe 45+4' | Público: 1 325 Renda: R$ 18 500,00 Árbitro: PI Jardiel da Rocha Soares |

| 10 de março | Altos | 0 – 0          | Oeirense | Albertão, Teresina                                                      |
| 16:00       |       | Súmula Borderô |          | Público: 485 Renda: R$ 6 810,00 Árbitro: PI Antonio Dib Moraes de Sousa |

#### Segundo jogo
| 16 de março | River-PI | 1 – 1          | Parnahyba | Albertão, Teresina                                                         |
| 16:00       | Yan 25'  | Súmula Borderô | Yan 76'   | Público: 1 483 Renda: R$ 29 200,00 Árbitro: PI Iudiney Cesar Rocha e Silva |

|                                                      |       | Penalidades                                         |  |
| Crislan Wesley Bolinha Iago Felipe Paulo Victor Doda | 3 – 4 | Bismarck Ronda Pedro Baltazar Samuel Moares Jailton |  |

| 16 de março | Oeirense | 0 – 0          | Altos | Gérson Campos, Oeiras                                                |
| 16:00       |          | Súmula Borderô |       | Público: 1 602 Renda: R$ 18 030,00 Árbitro: PI Diego da Silva Castro |

| |       | Penalidades                                                                         |  |
| Leonardo dos Santos Pedro Henrique Douglas Cleberson Alexandre Tiago Renatinho João Paulo Paulo Jr Thulio | 6 – 7 | Rhuann Dhonata Lucas Gomes Brayann Athyrson Marcelinho Leandro Careca Arlan Rodrigo |  |

### Final

#### Primeiro jogo
| 30 de março | Parnahyba     | 1 – 1          | Altos             | Pedro Alelaf, Parnaíba                                               |
| 16:00       | Jailton 90+2' | Súmula Borderô | Brayann 62' (pen) | Público: 3 300 Renda: R$ 70 000,00 Árbitro: PI Diego da Silva Castro |

#### Segundo jogo
| 6 de abril | Altos | 0 – 0          | Parnahyba | Albertão, Teresina                                                    |
| 16:00      |       | Súmula Borderô |           | Público: 8 000 Renda: R$ 8 000,00 Árbitro: PI Jardiel da Rocha Soares |

|                                                   |       | Penalidades                                 |  |
| Adriano Napão Ricardo Digão Valber Jr Arthurzinho | 4 – 3 | Bismarck Xexeu Flávio Samuel Moares Jailton |  |

## Público
Maiores públicos pagantes
Estes são os dez maiores públicos pagantes do campeonato, sem considerar as partidas com portões fechados.
| N.º | Público | Mandante  | Placar | Visitante  | Estádio           | Data           | Rodada    | Ref.   |
| --- | ------- | --------- | ------ | ---------- | ----------------- | -------------- | --------- | ------ |
| 1   | 8 000   | Altos     | 0–0    | Parnahyba  | Albertão          | 6 de abril     | Final     | [ 7 ]  |
| 2   | 3 000   | Parnahyba | 1–1    | Altos      | Mão Santa         | 30 de março    | Final     | [ 8 ]  |
| 3   | 1 403   | River-PI  | 1–1    | Parnahyba  | Albertão          | 16 de março    | Semifinal | [ 9 ]  |
| 4   | 1 342   | Altos     | 0–3    | River-PI   | Lindolfo Monteiro | 20 de janeiro  | 2ª (1ªF)  | [ 10 ] |
| 5   | 1 302   | Oeirense  | 0–0    | Altos      | Gérson Campos     | 16 de março    | Semifinal | [ 11 ] |
| 6   | 1 125   | Parnahyba | 1–1    | River-PI   | Mão Santa         | 9 de março     | Semifinal | [ 12 ] |
| 7   | 968     | Corisabbá | 0–1    | Oeirense   | Tiberão           | 14 de janeiro  | 1ª (1ªF)  | [ 13 ] |
| 8   | 825     | River-PI  | 3–0    | Picos      | Albertão          | 13 de janeiro  | 1ª (1ªF)  | [ 14 ] |
| 9   | 800     | Parnahyba | 3–1    | 4 de Julho | Mão Santa         | 3 de março     | 2ª (2ªF)  | [ 15 ] |
| 10  | 733     | Parnahyba | 1–0    | Oeirense   | Mão Santa         | 8 de fevereiro | 5ª (1ªF)  | [ 16 ] |

Menores Públicos Pagantes
Estes são os dez menores públicos pagantes do campeonato, sem considerar as partidas com portões fechados.
| N.º | Público | Mandante      | Placar | Visitante     | Estádio           | Data            | Rodada   | Ref.   |
| --- | ------- | ------------- | ------ | ------------- | ----------------- | --------------- | -------- | ------ |
| 1   | 89      | Fluminense-PI | 4–0    | Corisabbá     | Lindolfo Monteiro | 8 de fevereiro  | 5ª (1ªF) | [ 17 ] |
| 2   | 96      | Fluminense-PI | 1–1    | Parnahyba     | Lindolfo Monteiro | 3 de fevereiro  | 4ª (1ªF) | [ 18 ] |
| 3   | 100     | Picos         | 1–1    | Altos         | Gérson Campos     | 17 de fevereiro | 6ª (1ªF) | [ 19 ] |
| 4   | 115     | Fluminense-PI | 0–1    | Oeirense      | Albertão          | 28 de janeiro   | 3ª (1ªF) | [ 20 ] |
| 5   | 120     | Altos         | 1–1    | Picos         | Lindolfo Monteiro | 27 de janeiro   | 3ª (1ªF) | [ 21 ] |
| 6   | 126     | Corisabbá     | 1–1    | Parnahyba     | Tiberão           | 18 de fevereiro | 6ª (1ªF) | [ 22 ] |
| 7   | 132     | Altos         | 2–1    | 4 de Julho    | Lindolfo Monteiro | 31 de janeiro   | 4ª (1ªF) | [ 23 ] |
| 8   | 137     | Picos         | 1–2    | River-PI      | Gérson Campos     | 30 de janeiro   | 4ª (1ªF) | [ 24 ] |
| 9   | 166     | Altos         | 2–1    | Fluminense-PI | Lindolfo Monteiro | 29 de fevereiro | 2ª (2ªF) | [ 25 ] |
| 10  | 206     | Picos         | 1–3    | Oeirense      | Helvídio Nunes    | 24 de fevereiro | 1ª (2ªF) | [ 26 ] |

Médias de público
Estas são as médias de público dos clubes no campeonato. Considera-se apenas os jogos da equipe como mandante e o público pagante:
| Pos.  | Time          | Média | Total  | Mandos | Maior | Menor |
| ----- | ------------- | ----- | ------ | ------ | ----- | ----- |
| 1     | Altos         | 1 681 | 10 085 | 6      | 8 000 | 120   |
| 2     | Parnahyba     | 1 177 | 7 063  | 6      | 3 000 | 700   |
| 3     | River-PI      | 734   | 3 669  | 5      | 1 403 | 270   |
| 4     | Oeirense      | 651   | 3 255  | 5      | 1 302 | 408   |
| 5     | 4 de Julho    | 568   | 1 703  | 3      | 611   | 543   |
| 6     | Corisabbá     | 418   | 1 671  | 4      | 968   | 126   |
| 7     | Picos         | 182   | 728    | 4      | 285   | 100   |
| 8     | Fluminense-PI | 132   | 527    | 4      | 227   | 89    |
| Total | Total         | 776   | 28 701 | 37     | 8 000 | 89    |

## Premiação
| Campeonato Piauiense de 2024 |
| ---------------------------- |
| Altos Campeão (4.º título)   |